# Чарівник (паранормальне)

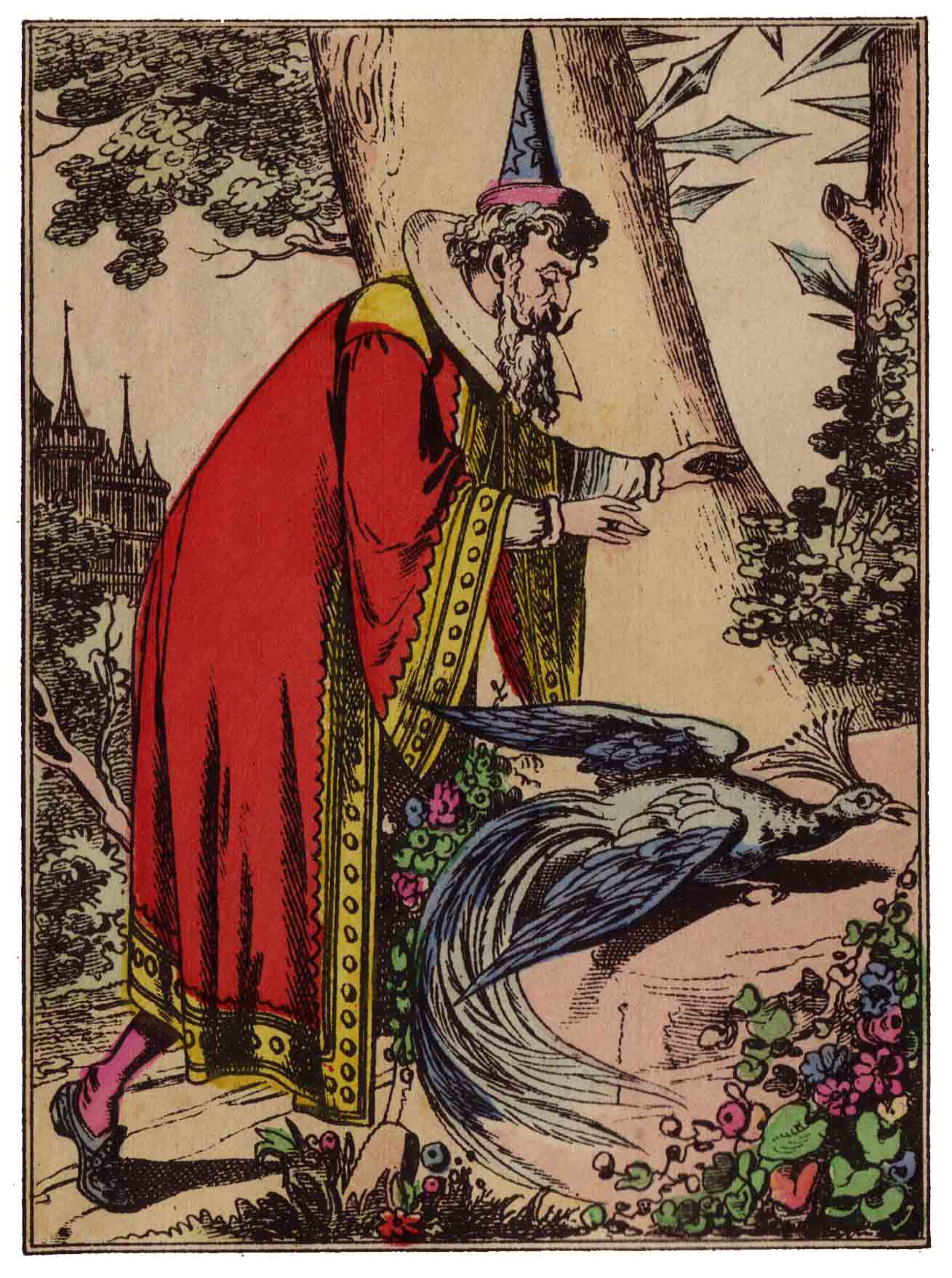
Чарівник, ілюстрація XIX ст.

Чарівни́к (чароді́й, чаклу́н, часто змішується з маг) — людина, яка практикує магію для впливу на людей або природу, чи для отримання знань або мудрості за посередництва надприродних явищ. У фольклорі найчастіше постає негативним персонажем, що шкодить людям, знається з нечистою силою. Йому протиставляється відун, знахар, як знавець корисного знання, що допомагає людям.
У переносному значенні чарівник — вправна в чомусь людина, фокусник.

## Етимологія
Такі слова як чародѣй, чародѣйникъ, чаровникъ (чарівник) та чаровница походять від старослов'янського чаръ, праслов'янського čarъ/čara (чар — привабливіть, чаклунство; чара — посудина), і присутні в інших слов'янських мовах: українські чародій, чародійка, чарівник, чарівниця; російські чародей, чародейка, чаровник, чаровница; білоруські чарадзей, чарадзейка, чараўнік, чараўніца; болгарські чародей, чародеец, чаровница; польські czarodziej, czarownik, czarownica; словенські čarodej, čarovnik, čarovnica; чеські čarodéj, čarodejnik, čarodejka, čarodejnice, čarovník (застаріле); словацькі čarodej, čarodejka. В буденній сучасній мові слова чарівник, чарівниця вважаються застарілими та продовжують використовуватися здебільшого в художніх творах.
Початково чарівник і волхв не були синонімами, хоча ці поняття близькі і пізніше в багатьох письмових джерелах XI—XVI сторіч чаклування і волхвування вказуються як різні злочини проти церкви. Такі пам'ятки як «Кормча  книга» і «Домострой» називають чарівниками людей, що за допомоги надприродних сил керують хмарами. Праслов'янське слово чара також означало вода. Тому дослідниками припускається, що початково чарівниками називали жерців чи тих волхвів, які ворожили на воді та яким приписувалася здатність керувати дощовими хмарами. Такі ворожіння виконувалися виливанням розплавленого воску чи олова у воду, а утворені застиглі фігури тлумачилися як вказівки на майбутнє.

## Чарівники в міфології
Образ чарівника виокремлюється в міфах порівняно пізно, коли вони перестають бути священними поясненнями світоустрою. Чарівники й чарівниці постають людьми, котрі користуються надприродними силами, але самі при цьому належать до світу людей. У фольклорі, який виникає з міфів, це передусім негативні персонажі, що користуються допомогою нечистої сили, злих духів і демонів.
Міфологічні чарівники здебільшого невіддільні від жерців: служать божествам, приносять їм жертви, здійснюють обряди та заклинання, проганяють злі сили.

### Чарівники в слов'янській міфології

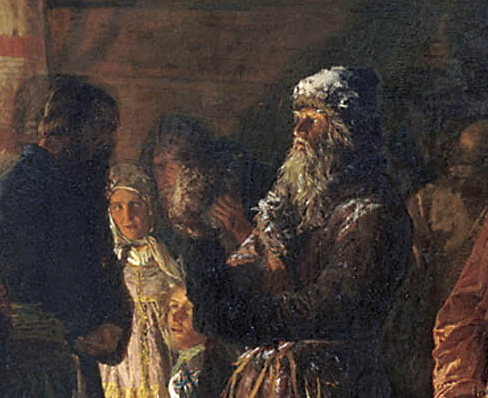
«Прихід чарівника на селянське весілля» (фрагмент). В. Максімав, 1875

#### Віра в чарівників
Образ чарівника в слов'янській демонології поширений неоднорідно. В Білорусі, Україні та південних (переважно етнічних українських) районах Росії чарівник та відьма часто є взаємозамінними персонажами, які володіють приблизно однаковим набором функцій. В Карпатах цей персонаж часто розщеплюється на низку дрібних образів, в залежності від роду діяльності. На російській Півночі, де уявлення про відьму слабкі, чарівник виконує більшість її функцій. В західно-слов'янській традиції, де заняття чарівництвом приписувалося перш за все відьмі, образ чарівника розвинений меншою мірою, ніж у східних слов'ян. В південних слов'ян образ чарівника також сформовано слабко, оскільки уявлень про заняття магією та чарівництвом співвідноситься або з жіночими персонажами вештиці, магьосниці, або з чабанами та іншими «знаючими».
Образ чарівника у східних слов'ян формувався під впливом уявлень про волхвів — давньоруських язичницьких жерців, які здійснювали богослужіння, жертвопринесення та (нібито) вміли замовляти стихії та передбачати майбутнє. Слово волхв є спорідненим староцерковнослов'янському влъснжти «говорити плутано, незрозуміло», з чого випливає, що волхви виконували роль оракулів та лікарів, головним засобом магічної практики яких було слово.
Вважалося, що чарівники можуть бути перевертнями. З «Повісті врем'яних літ» відомо, що князя Всеслава Брячиславича мати народила від волхвування, й волхви нав'язали йому на голову науз (чарівний вузол), наділивши його здатністю до вовкулацтва.
За деякими уявленнями, з наближенням смерті чарівника нечиста сила мучить його, не даючи померти, поки він не передасть своїх властивостей спадкоємцям. Передати силу він здатний і проти волі людини, яка сама стане чарівником. Смерть та поховання чарівника супроводжується бурею, вихором, непогодою. Після смерті чарівника слід вбити в його труп осиковий кілок, аби він не став упирем.

#### Функції чарівника
Функції чарівника є універсальними: йому приписують можливість впливати на всі сфери життя, порушувати й відновлювати їх рівновагу, творити добро та зло за допомоги магічних дій та засобів, які впливають на атмосферні явища, врожай, добробут та здоров'я людей, скоту тощо. Але перш за все це людина, що заручилася підтримкою диявола і робить шкоду. За поширеними віруваннями аби отримати здатність чарівництва, людина мусить присягнути в вірності Сатані. Для цього вона зриває натільний хрестик і топче ікону, виголошуючи богохульства. Після цього чарівник отримує в прислугу нечисту силу, але мусить постійно давати їй якесь заняття. Тому в народних віруваннях чарівники дають чортам безглузді заняття, такі як сукати мотузки з води.
Вважалося, що чарівники можуть наводити пристріт на людей та худобу (по́рчельники), сіяти розбрат між людьми, робити закрутки в полі, знищуючи врожай, насилати негоду, моровицю тощо. Також вони вміють насилати «морок» — оманливі видіння, щоб обманути чи виставити на посміховисько. Наприклад, чарівник може змусити людину бачити як її майно горить, тоді як насправді воно ціле.
В західно-слов'янській традиції заняття чарівництвом відводиться відьмі, а функції чарівника часто обмежено його професійною діяльністю (наприклад, чарівництво на полюванні, під час випасу).

## Чарівники в сучасній культурі

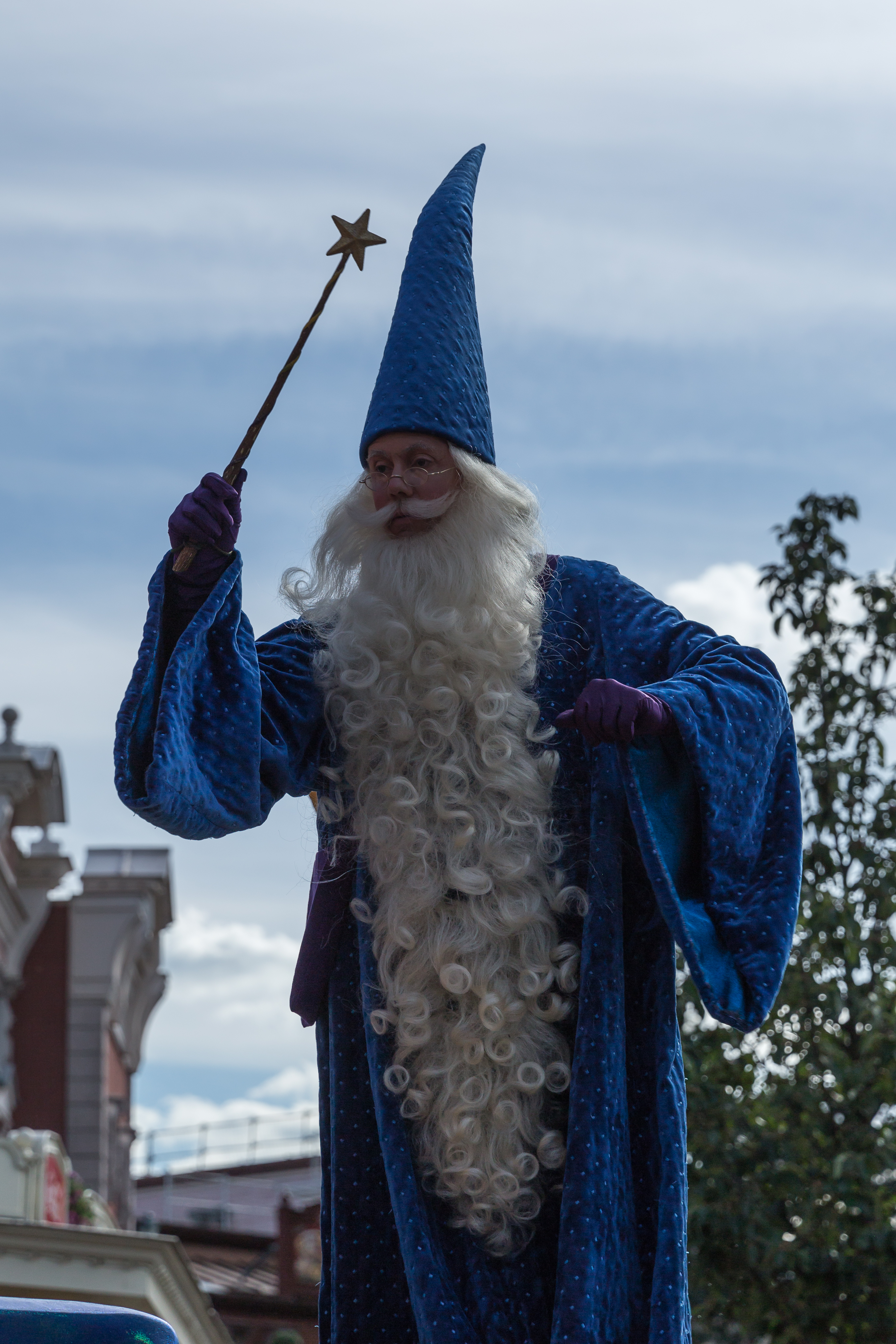
Фентезійний чарівник Мерлін

### Сучасні вірування
Хоча віра в надприродні сили чарівників вважається пережитком минулого, в них вірять 26-28 % людей. В сучасній культурі вони частіше називаються ясновидцями, екстрасенсами, парапсихологами, спіритистами, астрологами, оракулами, з розмиттям початкових значень цих слів. Хоча ставлення академічної науки до таких людей негативне і володіння ними надприродними можливостями заперечується, визнається, що вони іноді здатні виконувати функції психотерапевтів, як і в давнину.
Православна церква засуджує звернення до тих, хто називає себе чарівниками, знахарями, екстрасенсами. Вважається, що вони або самі обманюють людей, або диявол переконує їх у володінні надприродними силами, щоб завдати шкоди їм та їхнім відвідувачам. Начебто доведені випадки допомоги або ж шкоди від чарівників розглядаються як результати самонавіювання.
Російська психіатрія розглядає віру в чарівників, екстрасенсів або астрологів, як розлад психічної адаптації — магіфреничний синдром, що на думку російських дослідників, є масовим явищем.

### Чарівники в фентезі
У фентезі чарівники постають як негативними, так і позитивними персонажами, нерідко залежно від того, «світлу» чи «темну» магію використовують. У численних творах чарівники послуговуються закляттями, магічними предметами, і потребують навчання чаклуванню в спеціальних установах (академіях, гільдіях). Зазвичай чарівник описується порівняно слабким фізично (як звичайна людина), але здатним атакувати на відстані, захищати союзників. Під впливом популярної настільної гри Dungeons&Dragons у фентезі, особливо західному, сформувалося кілька різновидів чарівників:
- Wizard (найчастіше перекладається як власне укр. чарівник, чародій) — походить від староанглійського wys — мудрий. У фентезі це здебільшого загальна назва чарівників, без зазначення походження їхньої сили і її застосування. В деяких випадках чарівник, що володіє надприродними здібностями від народження чи розкрив їх у собі сам.
- Mage, magician (укр. маг) — походить від грецького μάγος — чародій, фокусник, і назви зорострійських жерців магів. У фентезі це як правило чарівник, який навчився магії від інших її знавців. Особливо сильний маг зветься архімагом (англ. archmage).
- Sorcerer (укр. ворожбит, чаклун) — від латинського sors — жереб. У випадку чарівника — той, хто черпає сили з певного зовнішнього знеособленого джерела.
- Warlock/Witch (укр. відьмак/відьма, чорнокнижник) — походить від староанглійського wǣrloga — відступник, обманщик. Чарівник, який заручився підтримкою надприродних сил шляхом угоди з ними[27][28].